# Hill Island
Hill Island – wyspa w Zatoce Frobishera, w Archipelagu Arktycznym, w regionie Qikiqtaaluk, na terytorium Nunavut, w Kanadzie. W pobliżu Hill Island położone są wyspy: Bishop Island, Faris Island, Monument Island, Cairn Island, Qarsau Island, Long Island.